# Romance, Irane
«Romance, Irane» (яп. ロマンス、イラネ) — седьмой мейджор-сингл японской идол-группы AKB48, вышедший в Японии 23 января 2008 года. Заглавная песня исполнялась сембацу из 16 человек.

## Список композиций

### Обычное издание
| №                   | Название                                     | Автор(ы)                     | Аранжировщик        | Длительность |
| ------------------- | -------------------------------------------- | ---------------------------- | ------------------- | ------------ |
| 1.                  | «Romance, Irane» (ロマンス、イラネ)          | Ясуси Акимото, Риэ           | CHOKKAKU            | 4:40         |
| 2.                  | «Ai no Moufu» (愛の毛布)                     | Ясуси Акимото, Хидэки Нарусэ | Нобухико Касивара   | 5:01         |
| 3.                  | «Romance, Irane (Original Mix Instrumental)» | Акимото, Риэ                 | CHOKKAKU            | 4:40         |
| 4.                  | «Ai no Moufu (Instrumental)»                 | Акимото, Нарусэ              | Касивара            | 5:01         |
| Общая длительность: | Общая длительность:                          | Общая длительность:          | Общая длительность: | 19:20        |

### Лимитированное издание A
CD — см. обычное издание
| №  | Название                                                          | Длительность |
| -- | ----------------------------------------------------------------- | ------------ |
| 1. | «Видеоклип «Romance, Irane»» (「ロマンス、イラネ」ビデオクリップ) |              |
| 2. | «Making of «Romance, Irane»» (Making of 「ロマンス、イラネ」)     |              |

### Лимитированное издание B
| №                   | Название                                                                                | Автор(ы)                     | Аранжировщик        | Длительность |
| ------------------- | --------------------------------------------------------------------------------------- | ---------------------------- | ------------------- | ------------ |
| 1.                  | «Romance, Irane» (ロマンス、イラネ)                                                     | Ясуси Акимото. Риэ           | CHOKKAKU            | 4:40         |
| 2.                  | «Ai no Moufu» (愛の毛布)                                                                | Ясуси Акимото, Хидэки Нарусэ | Нобухико Касивара   | 5:01         |
| 3.                  | «Romance, Irane (Himawari 2.0 Mix)»                                                     | Акимото, Риэ                 | CHOKKAKU            | 4:40         |
| 4.                  | «Romance, Irane (Himawari 2.1 Mix)» (ロマンス、イラネ（ひまわり 2nd 2.0 Mix）)          | Акимото. Риэ                 | CHOKKAKU            | 4:40         |
| 5.                  | «Romance, Irane (Original Mix Instrumental)» (ロマンス、イラネ（ひまわり 2nd 2.1 Mix）) | Акимото, Риэ                 | CHOKKAKU            | 4:40         |
| 6.                  | «Ai no Moufu (Instrumental)»                                                            | Акимото, Нарусэ              | Касивара            | 5:01         |
| Общая длительность: | Общая длительность:                                                                     | Общая длительность:          | Общая длительность: | 28:43        |

## Чарты
| Чарт (2008)   | Наивыс. позиция |
| ------------- | --------------- |
| Oricon Weekly | 6               |